# Torre Reforma
La Torre Reforma è un grattacielo di Città del Messico con un'altezza di 246 metri e ospita 57 piani. Nel 2016 è diventato il più alto grattacielo di Città del Messico, superando sia la Torre BBVA Bancomer a 235 metri situato appena attraversata la strada che la Torre Mayor a 225,4 metri che si trova accanto ad essa.
Il complesso ospita un ristorante, un centro commerciale, aree di intrattenimento e la palestra Reforma di DOOM International. La costruzione è iniziata nel maggio 2008.